# 雨果·拉帕呂
雨果·拉帕呂（法語：Hugo Lapalus，1998年7月9日—），法國越野滑雪運動員，他代表法國隊參加了中國舉行的2022年冬季奧林匹克運動會，並且在男子4×10公里接力比賽上獲得銅牌。